# Asaccus griseonotus
Espèce
Synonymes
- Phyllodactylus ingae Eiselt, 1973

Statut de conservation UICN

 LC  : Préoccupation mineure
Asaccus griseonotus est une espèce de geckos de la famille des Phyllodactylidae.

## Répartition
Cette espèce se rencontre :
- dans le nord-est de l'Irak ;
- dans l'ouest de l'Iran dans les provinces du Kermanshah et du Lorestan.

## Publication originale
- Dixon & Anderson, 1973 : A new genus and species of gecko (Sauria: Gekkonidae) from Iran and Iraq. Bulletin of the Southern California Academy of Sciences, vol. 72, p. 155-160 (texte intégral).